# 橘子碳酸饮料

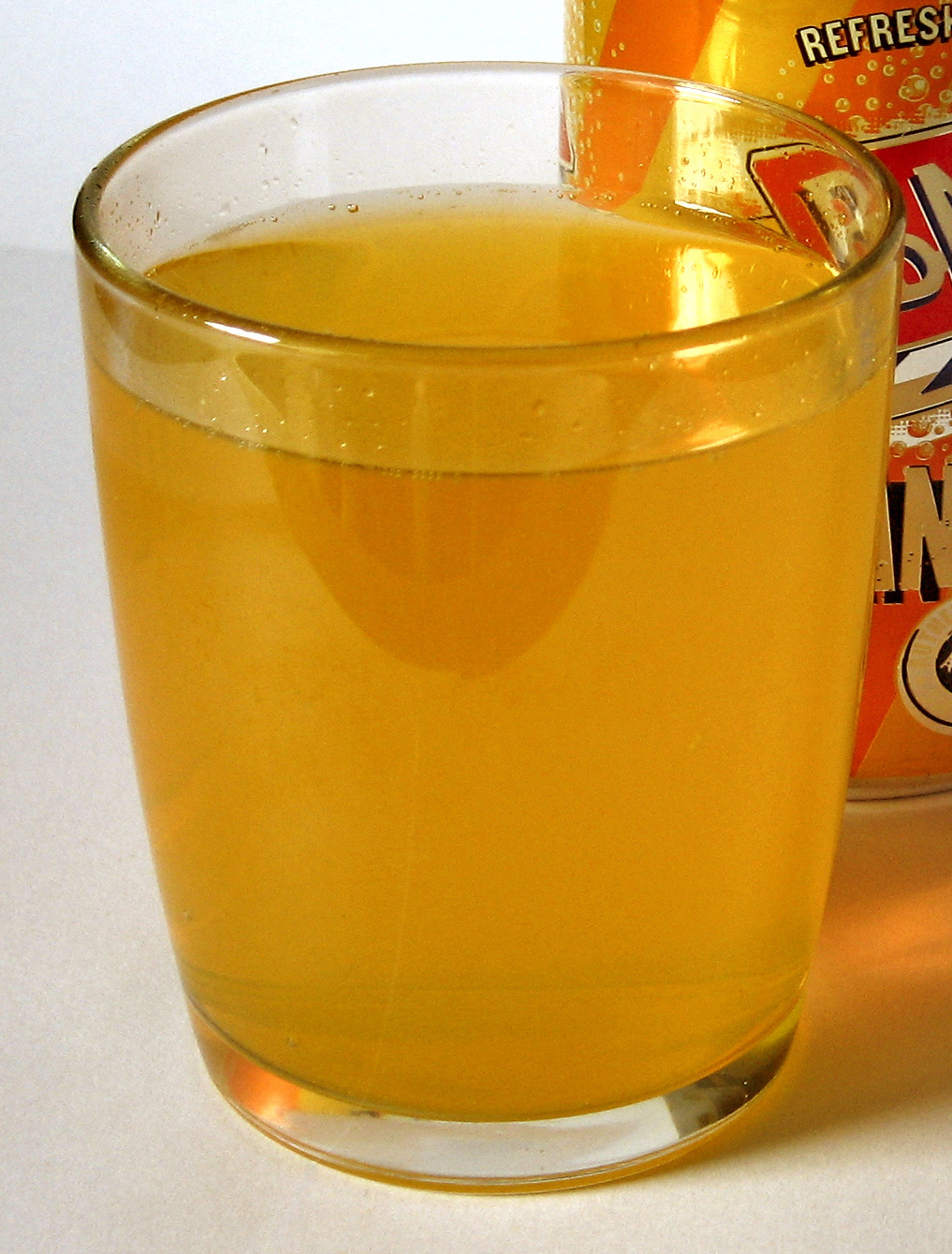
一杯Barr橙汁

橘子碳酸饮料（在美国和加拿大的某些地区称为橘子汽水或者橘子苏打水 ，在英国称为orangeade ，或在法国称为通用商标Orangina ）是碳酸橙汁。
美汁源等品牌也生产非碳酸橙汁饮料，即柠檬汁的橙汁味等价物，某些地方还会生产樱桃橙汁和柠檬橙汁等混合物，配方普遍可用。
橘子碳酸饮料（尤其是没有橙汁的）通常含有非常高水平的苯甲酸钠，这通常会给饮料带来轻微的金属味。橘子碳酸饮料中常见的其他添加剂包括木松香甘油酯、溴化植物油和六偏磷酸钠。
1. ↑  Lindsley, Adam. . Serious Eats. April 15, 2011  [July 14, 2015]. （原始内容存档于2020-11-24）.